# Amt Beckum
Das Amt Beckum war ein Amt im Kreis Beckum in Nordrhein-Westfalen, Deutschland. Im Rahmen der nordrhein-westfälischen Gebietsreform wurde das Amt zum 1. Juli 1969 aufgelöst.

## Geschichte
Im Rahmen der Einführung der Landgemeindeordnung für die Provinz Westfalen wurde 1843 im Kreis Beckum das Amt Beckum gegründet. Es umfasste zunächst die Gemeinden Kirchspiel Beckum, Vellern, Sünninghausen, Lippborg und Lütke Uentrup.
Lütke Uentrup wurde 1930 nach Lippborg eingemeindet.
Durch das Gesetz zur Neugliederung des Landkreises Soest und von Teilen des Landkreises Beckum endete zum 1. Juli 1969 die Existenz des Amtes. Die Gemeinden Kirchspiel Beckum und Vellern wurden in die Stadt Beckum eingemeindet, Sünninghausen wurde in die Stadt Oelde eingemeindet und Lippborg wurde Teil der neuen Gemeinde Lippetal im Kreis Soest. Rechtsnachfolger des Amtes Beckum ist die Stadt Beckum.

## Einwohnerentwicklung
| Jahr | Einwohner | Quelle |
| ---- | --------- | ------ |
| 1858 | 5225      | [ 3 ]  |
| 1871 | 5146      | [ 4 ]  |
| 1885 | 5514      | [ 5 ]  |
| 1910 | 5892      | [ 6 ]  |
| 1939 | 6370      | [ 7 ]  |
| 1950 | 9449      | [ 8 ]  |
| 1969 | 9072      | [ 8 ]  |